# 利智
利智（英語：Nina Li Chi，1961年12月31日—），香港女演員，1986年亞洲小姐競選冠軍，亦是演員李連杰的第二任妻子。父親利永錫出身廣東華南話劇團演員。她是香港選美史上為數不多出身中國大陸的冠軍。

## 生平簡介
利智出生於廣東省華南話劇團宿舍，成長於上海市。父親利永錫為廣東華南話劇團舞台劇演員。她早年就讀上海愚園路青峰中學，1981年隨父移居香港，曾做過家具店售貨員，1983年赴美留學於舊金山大學修讀經濟學。1986年回港參選由亞洲電視舉辦的亞洲小姐競選，參選期間被倪匡稱讚為「五十年難得一見的美女」，之後於兩千名參賽者中脫穎而出，並擊敗同屆熱門佳麗陳奕詩並獲得冠軍與美態小姐。同年9月30日，代表香港參選於紅磡香港體育館舉行的亞太小姐競選並奪得第四名與其他三項副獎「最佳民族服裝獎」、「和平小姐」及「最上鏡小姐」。1991年以亞洲小姐名義創立慈善組織仁美清叙。亞姐任期未卸任就被黃百鳴賞識並受邀拍攝電影，於香港娛樂圈發展時期以其36F上圍的身材與性感形象聞名，曾被香港傳媒報道遭到同行排擠與羞辱。1992年宣佈淡出演藝圈。
1988年因電影《龍在天涯》與李連杰相識，當時李連杰已婚，兩人秘密交往11年，之後於1999年與李連杰在美國洛杉磯結婚，9月19日舉行婚禮，之後育有兩女。

## 演出作品

### 電影
| 年份   | 片名                    | 角色   |
| ------ | ----------------------- | ------ |
| 1986年 | 《原振俠與衛斯理》      |        |
| 1987年 | 《七年之癢》            | 林小紅 |
| 1987年 | 《魔鬼天使》            |        |
| 1988年 | 《公子多情》            | 莉芝   |
| 1988年 | 《老虎出更》            | Donna  |
| 1988年 | 《長短腳之戀》          | 紅菱   |
| 1988年 | 《龍在天涯》            |        |
| 1988年 | 《群鶯亂舞》            | 花艷紅 |
| 1988年 | 《龍虎智多星》          |        |
| 1988年 | 《吉屋藏嬌》            | 秋薇   |
| 1988年 | 《婚外情》              |        |
| 1989年 | 《群龍戲鳳》            | 亞冰   |
| 1989年 | 《四千金》              | 錢佩玲 |
| 1989年 | 《我愛唐人街》          |        |
| 1989年 | 《新最佳拍檔》          | 阿姐   |
| 1990年 | 《吉星拱照》            | 陳玉仙 |
| 1990年 | 《紅場飛龍》            |        |
| 1990年 | 《小心間諜》            |        |
| 1990年 | 《捉鬼闔家歡》          |        |
| 1990年 | 《靚足100分》           | 封沐人 |
| 1991年 | 《洪福齊天》            | 莉莉   |
| 1991年 | 《倩女幽魂III：道道道》 | 小蝶   |
| 1991年 | 《魔域飛龍》            |        |
| 1991年 | 《神探馬如龍》          | 譚蘭卿 |
| 1991年 | 《四大家族之龍虎兄弟》  |        |
| 1992年 | 《西藏小子》            |        |
| 1992年 | 《雙龍會》              | 唐心   |
| 1992年 | 《誓不忘情》            | 方依玲 |
| 1992年 | 《特異功能猩求人》      |        |

## 獎項
| 年份   | 獎項                        |
| ------ | --------------------------- |
| 1986年 | 亞洲小姐競選 冠軍           |
| 1986年 | 亞洲小姐競選 美態小姐       |
| 1986年 | 亞太小姐競選 第四名         |
| 1986年 | 亞太小姐競選 最上鏡小姐     |
| 1986年 | 亞太小姐競選 最佳民族服裝獎 |
| 1986年 | 亞太小姐競選 友誼小姐       |

## 外部連結
- 利智在互联网电影资料库（IMDb）上的資料（英文）
- 在AllMovie上利智的頁面（英文）
- 利智在香港影庫上的簡介
- 利智在豆瓣上的资料（简体中文）
- 利智在时光网上的簡介（简体中文）

| 前任： 黎燕珊 | 亞洲小姐競選冠軍 1986年 | 繼任： 邱月清 |